# La Libertad (distrito)
La Libertad é um distrito peruano localizado na Província de Huaraz, departamento Ancash. Sua capital é a cidade de Cajamarquilla.